# Nagosi Tosihiro
Nagosi Tosihiro (名越稔洋; Hepburn: Toshihiro Nagoshi; Simonoszeki, Jamagucsi prefektúra, 1965. június 17. –) a Sega alkalmazásában álló japán videójáték-producer, az Atlus igazgatótanácsának tagja. 1989-ben csatlakozott a céghez.

## Pályafutása
Nagosi Tosihiro mozgóképművészeti szakon szerzett diplomát, a Segához nem sokkal ez után, 1989-ben csatlakozott, ahol a vállalat második számú játéktermi fejlesztőcsapatánál, a Sega AM2-nél Szuzuki Jú alatt dolgozott CG-tervezőként. Az első játék, amin dolgozott a Virtua Racing volt, majd utána Daytona USA címmel elkészítette első saját versenyjátékát, melyen produceri, rendezői és tervezői szerepet is betöltött. A Daytona USA után 1996-ban és 1998-ban Scud Race, illetve Daytona USA 2 címen ismét versenyjátékokon dolgozott. 1998-ra Nagosinak már saját játéktermi fejlesztőcsapa volt, itt készítette el a SpikeOutot is.

### Amusement Vision
2000-ben a Sega különválasztotta az anyacégtől a házon belüli kutatási és fejlesztési részlegeit, majd 9 félautonóm leányvállalatot állított fel, melyek élére külön elnököket választott. Nagosi Tosihiro az Amusement Vision vezére lett, ahol olyan címekkel járult hozzá a Sega játéktermi kínálatához, mint a Planet Harriers vagy a SpikeOut-folytatások és spin-offok. A Dreamcast konzolra Daytona USA 2001 címmel újrakészítette első saját játékát, a Daytona USA-t. Nagosi ahogy a Sega konzolgyártóból külsős fejlesztőcég lett felhagyott a játéktermi címek fejlesztésével. Az Amusement Vision a Nintendo GameCube konzolon elsősorban az első két, 2001-ben és 2002-ben megjelent Super Monkey Ball-játék, illetve a 2003-as F-Zero GX révén ismert, utóbbit Nagosi Mijamoto Sigeruval karöltve készítette el. Nagosi az F-Zero GX fejlesztése alatt AV Out néven rendszeres rovatot vezetett a brit Edge szaklapban.

### Felsővezetőként
2003-ban jelentős változások történtek a Segánál; legtöbb stúdiójukat egybevonták és Nagosit a vállalati képviselők közé nevezték ki. 2005-ben a New Entertainment Divisiont vezette, mely a korábbi csapatát, valamint a Jet Set Radio, a Panzer Dragoon Orta és a GunValkyrie játékokon dolgozó csoportokat is magába foglalta. Nagosi ekkor indította el a Rjú ga gotoku című sorozatát, melynek első játékának fejlesztése 21 millió amerikai dollárba került, de az első PlayStation 3 konzolra megjelent cím, a Rjú ga gotoku kenzan! még ennél is drágább volt, Nagosi elmondása szerint ez volt az addigi legnagyobb költségvetésű projektje mióta játékfejlesztőként dolgozik. 2009-re a New Entertainment személyzete lecsökkent, Nagosi pedig a Sega of Japan fogyasztói osztályának kutatási és fejlesztési kreatív igazgatója lett. 2012 februárjában bejelentették, hogy Nagosit a Sega of Japan vezető kreatív igazgatójának, illetve a vállalat igazgatótanácsának tagjának nevezték ki. A pozícióit 2012. április 1-jén vette fel.

## Jelentősebb munkái
| - Virtua Racing (1992, vezetőtervező) - Daytona USA sorozat (1994–2000) - Daytona USA (1994, vezetőtervező, producer, rendező) - Daytona USA 2 (1998, producer) - Daytona USA 2001 (2000, producer, rendező, tervezési igazgató) - Scud Race (1996. producer, rendező) - Slashout (2000, producer) - Planet Harriers (2000, producer, rendező) - Spikers Battle (2001, producer) - Super Monkey Ball sorozat (2001–2006) - Super Monkey Ball (2001, producer, rendező) - Super Monkey Ball Jr. (2002, producer, rendező) - Super Monkey Ball 2 (2002, producer, rendező) - Super Monkey Ball: Touch & Roll (2004, producer) - Super Monkey Ball Deluxe (2005, producer) - Super Monkey Ball: Banana Blitz (2006, producer) | - F-Zero GX (2003, producer) - Spikeout: Battle Street (2005, producer) - Rjú ga gotoku sorozat (2005–napjainkig) - Yakuza (2005, producer) - Yakuza 2 (2006, producer) - Rjú ga gotoku kenzan! (2008, producer) - Yakuza 3 (2009, producer) - Yakuza 4 (2010, producer) - Kurohjó: Rjú ga gotoku sinsó (2010, producer) - Yakuza: Dead Souls (2011, producer) - Yakuza 5 (2012, producer) - Kurohjó: Rjú ga gotoku Asura-hen (2012, producer) - Rjú ga gotoku isin! (2014, producer) - Yakuza 0 (2015, producer) - Rjú ga gotoku 6: Inocsi no uta (2016, producer) - Binary Domain (2012, rendező) |